# Reef the Lost Cauze
Reef the Lost Cauze, pseudonimo di Sharif Talib Lacey (Filadelfia, 30 dicembre 1981), è un rapper statunitense dell'underground di Philadelphia, anche membro del collettivo Army of the Pharaohs.

## Biografia
Reef the Lost Cauze comincia la sua carriera facendo numerose battle di freestyle alle superiori. Guadagnandosi poi la reputazione come miglior mc di Filadelfia nell'ambito della battle di freestyle. A 19 anni incontra Sleep un produttore locale ed incomincia a lavorare al suo primo lavoro solista. The High Life, il suo primo album, esce nel 2001 e Reef the Lost Cauze comincia ad esibirsi nei locali e nei club della zona.
Nel febbraio 2003 esce il suo secondo album, Invisible Empire.
Nel 2005 realizza il suo terzo album Feast Or Famine, che riscuote un buon successo, in cui partecipano Sean Price, Chief Kamachi, King Magnetic e altri artisti dell'underground statunitense. Nello stesso anno esce anche il primo album dei collettivo Army of the Pharaohs di cui Reef fa parte dal titolo The Torture Papers.
Nel 2007, Reef realizza il primo singolo Never del primo album ufficiale del gruppo di produttori tedesco Snowgoons, e verrà realizzato anche il video del brano che ebbe un buon riscontro. E permise in seguito a Reef di esibirsi in diversi live e festival in Europa.
Nel novembre del 2008 esce il suo quarto album solista, A Vicious Cycle prodotto dall'etichetta Well Done Entertainment Corporation in associazione con la Fuck You Pay Me Records. L'album vede la partecipazione di Termanology, King Magnetic, Eternia, Taragirl & Scandal.

## Discografia

### Album
- 2001 The High Life
- 2003 Invisible Empire
- 2005 Feast Or Famine
- 2008 A Vicious Cycle
- 2008 The Stress Files

### Album Con I Juju Mob
- 2005 Black Candles (con Chief Kamachi)

### Album Con I Army Of The Pharaohs
- 2006 Torture Papers
- 2007 Ritual Of Battle

### Mixtapes
- 2006 Long Live The Cauze
- 2008 Long Live The Cauze Vol. 2: I Am Legend
- 2009 King & The Cauze (con King Magnetic)

### Collaborazioni
- 2002 Arrakis Records The Spice (1 traccia)
- 2004 Chief Kamachi Cult Status (1 traccia)
- 2004 Workers Comp. "The Campaign" Volume 1 (4 tracce)
- 2005 The High & Mighty 12th Man (1 traccia)
- 2005 Access Immortal New York Yankee (1 traccia)
- 2005 Dj Sat-One After Midnight (1 traccia)
- 2005 Dj KO Elementality (1 traccia)
- 2006 Viro The Virus Jersey's Finest (1 traccia)
- 2006 Jedi Mind Tricks Servants In Heaven, Kings In Hell (1 traccia)
- 2006 King Syze Syzemology (1 traccia)
- 2006 Vinnie Paz The Sound And The Fury (1 traccia)
- 2007 Jbl Alien Warfare Vol. 1 (2 tracce)
- 2007 Access Immortal American Me (1 traccia)
- 2007 Charon Don & DJ Huggy Art Of Life (1 traccia)
- 2007 Snowgoons German Lugers (2 tracce)
- 2007 Wholetrain Wholetrain (Original Soundtrack) (1 traccia)
- 2007 Stu Bangas Volume 1 (3 tracce)
- 2007 Ap-Rock Presents Snowgoons Joining Forces (1 traccia)
- 2007 Cimer Amor & Equinox CAEN Project (1 traccia)
- 2008 Caen Project Caeser's Vengeance (1 traccia)
- 2008 Nico The Beast No Beast So Fierce (1 traccia)
- 2008 Snowgoons Black Snow (2 tracce)
- 2008 2 Hungry Brothers Table Manners (1 traccia)
- 2008 Returners Do You (1 traccia)
- 2008 C-Rayz Walz Free Rayz Walz (1 traccia)
- 2008 El Da Sensei & Returners Global Takeover - The Beginning (1 traccia)
- 2008 Outerspace God's Fury (1 traccia)
- 2008 Jake Lefco Missing Trooth (1 traccia)
- 2008 Bash Bros. Main Event (1 traccia)
- 2008 Dumhi & Haj Present: Yoga At Home Vol. 1 (1 traccia)
- 2008 The Wrist Recycling Sucks (1 traccia)
- 2008 Doap Nixon Sour Diesel (3 tracce)
- 2008 The White Shadow Untouchable (1 traccia)
- 2009 Edu Leedz Mass Movementz: The Album (1 traccia)
- 2009 Amadeus The Stampede House Of Broken Mirrors (1 traccia)
- 2009 Snowgoons, Lord Lhuw & Savage Brothers A Fist In The Thought (1 traccia)
- 2009 Early Adopted Let's Be Honest (1 traccia)
- 2009 Snowgoons German Snow (1 traccia)
- 2009 Yameen Never Knows More (1 traccia)
- 2009 Ide & DJ Connect Table Of Content (1 traccia)
- 2009 Randam Luck Graveyard Shift (1 traccia)